# Movika
Movika (Мувика) — решения для создания и воспроизведения интерактивного видео. С 2022 года входит в экосистему VK.

## История
Проект был создан в ноябре 2017 года в Казани Александром Смирновым и Фанисом Садыковым, возглавляющими компанию «Технологии интерактивного видео», и изначально назывался Interactive Platform. Резидент ИТ-парка в Казани. Резидент ИТ-парка имени Башира Рамеева. Платформа предоставляет возможности для создания, размещения, монетизации, интеграции и просмотра интерактивных видео. Пользователи могут выбирать сюжетную линию во время просмотра видео и управлять фильмами с помощью различных игровых механик, например кнопок, жестов, по аналогии с FMV-играми.
В феврале 2019 года стартап привлёк инвестиции в размере 500 тысяч долларов от сооснователя Qiwi Сергея Солонина, а также средства от основателя компании по привлечению трафика Fix Дмитрия Еремеева.
Весной 2019 года было запущено мобильное приложение Movika для операционных систем iOS и Android.
В 2021 году «Сбер» приобрёл контрольный пакет (сначала 58 %, затем — 80 %) компании-разработчика сервиса — ООО «Технологии интерактивного видео».
В 2022 году владельцем сервиса стала дочерняя компания VK — ООО «ИТР», выкупив 87,2 % доли. Остальная доля осталась за основателями: 7,52 % — у Александра Смирнова, 5,28 % — у Фаниса Садыкова.
Проект объединяет в себе:
- Movika Studio — конструктор интерактивного видео;
- Movika SDK — программная среда для разработчиков, интегратор интерактивного контента для сторонних платформ;

В сентябре 2024 года, пресс служба VK сообщила, что пользователям VK Видео и Вконтакте доступно 49 единиц интерактивного контента. Главные герои доступных роликов — блогеры Влад А4, Эксайл, Милана Стар, Кукояки и ведущие шоу «КликКлак». Решения Movika интегрированы на эти платформы 

## Интерактивные видео
Одним из консультантов по интерактивному контенту был режиссёр Тимур Бекмамбетов.
Наиболее популярными видео на являются:
- Интерактивный фильм «Разоблачённые» (Uncovered)[15]
- Интерактивный ролик «Предварительные ласки» с участием Сержа Горелого
- Интерактивный видеоквест «Отель Лэйк», созданный в сотрудничестве с франшизой квестов «Выйти из комнаты»
- Интерактивный сериал «Проект „Красный“»[16]